# Brigitte Haas
Brigitte Haas, lihtenštajnska odvetnica in političarka, * 1964.

## Življenje
Odraščala je v Schaanu. Pred študijem prava na Univerzi v Zürichu je opravila pripravništvo v državni upravi Lihtenštajna. Od leta 2004 do 2019 je bila namestnica generalnega direktorja Gospodarske in industrijske zbornice Lihtenštajna, od avgusta 2019 pa njena generalna direktorica. Danes skupaj z možem Hubertom Ospeltom živita v Vaduzu.

## Predsednica vlade Lihtenštajna
Haas je na splošnih volitvah v Lihtenštajnu leta 2025 kandidirala na listi Domovinske unije. Njena stranka je na volitvah slavila zmago, s čimer je Haasova postala prva premierka v zgodovini Lihtenštajna. 20. marca 2025 je prevzela funkcijo premierke.